# Raluca Ripan
Raluca Ripan (née le 27 juin 1894 à Iași et morte le 5 décembre 1972 à Cluj) est une chimiste et personnalité politique roumaine.

## Biographie
Raluca Ripan fait ses études à l'université de Iași. Elle soutient en 1922 sa thèse, intitulée Aminele duble corespunzând sulfaților dubli din seria magneziană [Les doubles amines correspondant aux doubles sulfates de la série magnésienne] à l'université Babeș-Bolyai de Cluj, devenant la première Roumaine à obtenir le titre de docteur en sciences chimiques. Elle est ensuite enseignante à l'université de Cluj, promue professeure en 1942. Elle est titulaire de la chaire de chimie inorganique et analytique de 1948 à 1964, doyenne de la faculté de chimie de 1948 à 1951, et rectrice de l'université Babeș-Bolyai de 1951 à 1956.
Elle a écrit de plusieurs traités, notamment dans le domaine de la chimie analytique. Elle est élue membre de l'Académie roumaine en 1948,.  
Elle est élue au conseil municipal de Cluj en 1950, et à la Grande Assemblée nationale de Roumanie en 1952, réélue en 1957 et 1961, en tant que députée de la circonscription de Cluj-Nord.

## Hommages et distinctions
- 1963 : docteure honoris causa de l'université Nicolas-Copernic de Toruń[6]
- Un institut de recherche de l'université Babeș-Bolyai de Cluj porte son nom[7].
- Un concours de chimie roumain porte son nom[8].

## Publications
- (ro) Chimie analitică calitativă, Semimicroanaliză (première édition, 1954) ;
- (ro) Curs de chimie anorganică, Metaloizi (1954–1955) ;
- (ro) Manual de lucrări practice de chimie anorganică (1961, en collaboration) ;
- (ro) Chimia metalelor (vol. I, 1968) ; Chimia metalelor (vol. II, 1969, en collaboration) ;
- (ro) Tratat de chimie analitică (1973).